# Композитная арматура

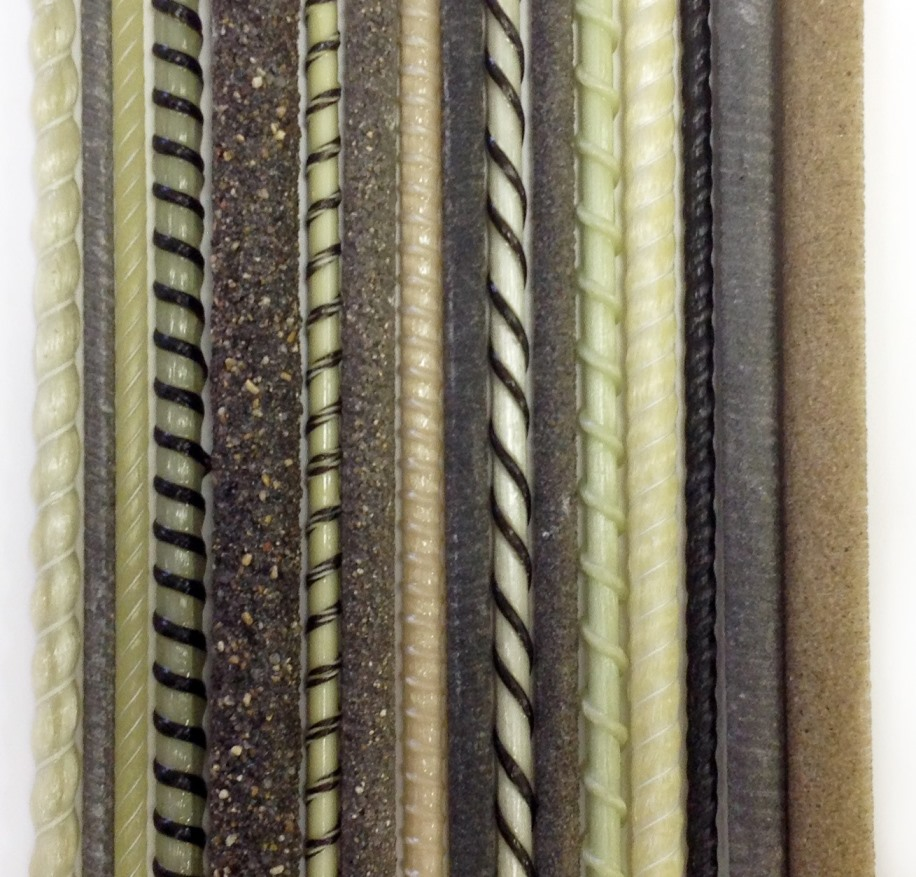
Композитная арматура

Композитная арматура (англ. fibre-reinforced plastic rebar, FRP rebar) — неметаллические стержни из стеклянных, базальтовых, углеродных или арамидных волокон, пропитанных термореактивным или термопластичным полимерным связующим и отверждённых. Арматуру, изготовленную из стеклянных волокон, принято называть стеклопластиковой (АСП), из базальтовых волокон — базальтопластиковой (АБП), из углеродных волокон — углепластиковой. Для сцепления с бетоном на поверхности композитной арматуры в процессе производства формируются специальные рёбра или наносится покрытие из песка.

## Преимущества
Высокая удельная прочность
Удельная прочность АСП в 10 раз выше удельной прочности стальной арматуры АIII.
Коррозионная стойкость
Композитная арматура не подвержена воздействия воды и солей, поэтому ее применение может быть оправдано применением в армировании конструкций подверженных воздействия воды, особенно морской, и других агрессивных сред.
Низкая тепло и электропроводность
Не создает мостиков холода. Не создает помех радиоволнам. Не создает наводящих токов и магнитных полей.
Высокая транспортабельность
Композитная арматура малого диаметра перевозится в бухтах.
Экологически чистый материал
Не наносит вред окружающей среде, не токсичен при разложении. Не абсорбирует на себе радиоактивные вещества.
Одинаковый температурный коэффициент расширения с бетоном
При изменении температуры окружающей среды, расширяется и сужается вместе с бетонными конструкциями, не допуская растрескивания и трещин.

## Недостатки

### Низкаяжёсткость
Модуль упругости ({\displaystyle E}) композитной арматуры в 4 раза меньше, чем у стальной арматуры (45 ГПа у АСП против 200 ГПа у АIII).  Низкая жесткость композитной арматуры не позволяет реализовать ее высокий прочностной потенциал при армировании бетона. Согласно п.6.1.14 Свода правил СП 63.13330.2012 предельная деформация бетона при работе на растяжение составляет около {\displaystyle \varepsilon \approx 0,0002}. При такой деформации ({\displaystyle \varepsilon }) напряжение в АСП по закону Гука ({\displaystyle \sigma =E\varepsilon \ }) составит 45ГПа*0,0002=9МПа, что составляет около 1% от прочности АСП на разрыв.
При сравнительном нагружении бетона, армированного композитной арматурой и бетона, армированного стальной арматурой, при одинаковых деформациях армированного бетона по закону Гука напряжение в композитной арматуре  будет в 4 раза меньше, чем в стальной арматуре. В связи с этим для придания бетону той же прочности коэффициент армирования (соотношение площадей арматуры и бетона) для композитной арматуры должен быть в 4 раза выше, чем для стальной арматуры. 
Низкая жесткость некоторых видов композитной арматуры резко ограничивает её применение в строительстве.

### Отсутствиепластичности
У композитной арматуры отсутствует площадка текучести и разрушение при растяжении носит хрупкий характер. В связи с этим невозможно изменить форму арматуры без нагрева.

### Низкаятеплостойкость
АСП теряет несущие свойства при 150°С, АБП - при 300°С (стальная арматура работает до 500°С).

### Высокаявредность
При резке АСП образуется пыль, состоящая из тончайших стекловолоконных игл. Она загрязняет рабочее место, инструмент и средства защиты. Высок риск получения стеклянных заноз, повреждений глаз и дыхательных путей.

## Стеклопластиковая арматура
Стеклопластиковая арматура (АСП)— композитная арматура, изготавливаемая из стекловолокна, придающего прочность, и термореактивных смол, выступающих в качестве связующего. Одним из плюсов стеклопластиковой арматуры являются малый вес и высокая прочность. Имея высокую прочнность и коррозийную стойкость, является альтернативой арматуре из металла. Главным достоинством стеклополимерной арматуры считается свойственный ей высокий предел разрушающего воздействия — почти в 2,5 раза выше, чем у стали.

## Базальтопластиковая арматура
Базальтопластиковая арматура (АБП) — композитная арматура, изготавливаемая из базальтового волокна и смолы. Существенным отличием данного строительного материала от перечисленных выше — является более высокая стойкость к агрессивным средам. Однако, несмотря на высокую огнестойкость базальтового волокна, жаропрочность базальтовой арматуры не отличается от стеклопластиковой, так как полимерная матрица не в состоянии выдержать температуры выше 160°С.

## Применение
Композитная арматура применяется в промышленном и гражданском строительстве для возведения жилых, общественных и промышленных зданий, в малоэтажном и коттеджном строительстве для применения в бетонных конструкциях, для слоистой кладки стен с гибкими связями, для ремонта поверхностей железобетонных и кирпичных конструкций, а также при работах в зимнее время, когда в кладочный раствор вводятся ускорители твердения и противоморозные добавки, вызывающие коррозию стальной арматуры.
В дорожном строительстве применяется для сооружения насыпей, устройства покрытий, для элементов дорог, которые подвергаются агрессивному воздействию противогололёдных реагентов, для смешанных элементов дорог (типа «асфальтобетон — рельсы»). Также применяется для укрепления откосов дорог, в строительстве мостов (проезжая часть, ездовое полотно пролётных строений, опоры диванного типа), для берегоукрепления, в виде сеток в основание асфальта.
В России применение композитной арматуры с каждым годом увеличивается. Появляются крупные проектные и строительные компании, массово использующие в строительстве композитную арматуру. Этому способствует появление нормативных документов: ГОСТ 31938-2012, СНиП 52-01-2003, СП.
ПКА и АНК-С применяется в армогрунте, габионах, в креплении горных выработок стеклопластиковыми анкерами, крепление грунта по трассе проходки тоннелей, в буроинъекционных анкерных микросваях с тягой из стальной или неметаллической композитной арматуры, закрепляемой в скважине путём инъекции цементного раствора.
Стеклопластиковая арматура рекомендована для применения в качестве рабочей арматуры в бетонных конструкциях, используемых в районах с сейсмичностью 7-9 баллов.
Для несущих элементов погружных и буроинъекционных нагелей возможно применение АНК взамен следующих видов стальной арматуры:
- горячекатаная арматурная сталь периодического профиля класса АIII (A 400), AIV (A 600), AV (A 800) по ГОСТ 5781;
- термомеханически упрочненная арматурная сталь периодического профиля класса Ат400с, Ат500с, Ат600, Ат600с, Ат800 по ГОСТ 10884;
- сталь арматурная винтового профиля по ТУ-14-2-686-86, ТУ-14-1-5492-2004.
АНК может быть использована для укрепления грунтового основания под различными строительными конструкциями, в т.ч. под водопропускными сооружениями, заложенными в теле насыпей различного назначения.

## Технологии изготовления

### Метод «Needletrusion»
НИИЖБ разработал новый способ безфильерного изготовления композитной арматуры периодического профиля – метод нидлтрузии.
При таком способе производства стержень, состоящий из волокнистых нитей, пропитанных полимерным связующим, сначала разделяют на отдельные части, пропускают по раздельным каналам, после чего вновь соединяют с одновременной спиральной оплеткой и натягом обмоточного жгута, внедряющегося в пучок волокон. Авторами получены патенты на технологию производства арматуры.
Арматура, изготовленная методом нидлтрузии, имеет высокие анкерующие свойства в бетонной среде, надежное крепление спиральной обмотки на силовом стержне, а также высокие физико-механические свойства.

### Метод «Planetrusion»
Технология изготовления неметаллической арматуры способом безфильерной протяжки. 

### Метод «Pulltrusion»
Технология формирования и отверждения пропитанных полимерным связующим волокон стержня протяжкой через систему фильер с постепенно уменьшающимся сечением.

## Характеристики композитной арматуры
| Характеристики | Металлическая арматура класса А-III (А400) ГОСТ 5781-82                          | Металлическая арматура класса А-VI (А1000) ГОСТ 5781-82                          | Неметаллическая композитная арматура (АСП — стеклопластиковая, АБП — базальтопластиковая) ГОСТ 31938-2012                                       |
| --- | -------------------------------------------------------------------------------- | -------------------------------------------------------------------------------- | --- |
| Материал | Сталь 35ГС, 25Г2С, 32Г2Рпс                                                       | 22Х2Г2АЮ, 22Х2Г2Р, 20Х2Г2СР                                                      | АСП — стеклянные волокна диаметром 13-16 микрон связанные полимером; АБП — базальтовые волокна диаметром 10-16 микрон связанные полимером       |
| Удельный вес | По строительным нормам                                                           | По строительным нормам                                                           | Легче металлической арматуры |
| Временное сопротивление при растяжении, МПа | 590                                                                              | 1230                                                                             | 600-1200 — АСП (с увеличением диаметра временное сопротивление растяжению уменьшается, например АСП8-1200, АСП16-900, АСП20-700) 700—1300 — АБП |
| Модуль упругости, МПа | 200 000                                                                          | 200 000                                                                          | 45 000-АСП 60 000-АБП |
| Относительное удлинение, % | 14                                                                               | 6                                                                                | 2,2-АСП и АБП |
| Характер поведения под нагрузкой (зависимость «напряжение-деформация»)                                                                               | Кривая линия с площадкой текучести под нагрузкой                                 | Кривая линия с площадкой текучести под нагрузкой                                 | Прямая линия с упруголинейной зависимостью под нагрузкой до разрушения                                                                          |
| Коэффициент линейного расширения αх×10-6°C-1 | 13-15                                                                            | 13-15                                                                            | 9-12 |
| Плотность, т/м³ | 7,85                                                                             | 7,85                                                                             | 1,9-АСП и АБП |
| Коррозионная стойкость к агрессивным средам | Разрушается с выделением продуктов коррозии                                      | Разрушается с выделением продуктов коррозии                                      | Нержавеющий материал первой группы химической стойкости                                                                                         |
| Теплопроводность | Теплопроводна                                                                    | Теплопроводна                                                                    | Низкая теплопроводность |
| Электропроводность | Электропроводна                                                                  | Электропроводна                                                                  | Неэлектропроводна — диэлектрик |
| Выпускаемые профили | 6-80                                                                             | 6-80                                                                             | Россия: 4-20. Иностранные поставщики 6-40 |
| Длина | Стержни длиной 6-12 м (унифицированный размер — в связи с требованием перевозки) | Стержни длиной 6-12 м (унифицированный размер — в связи с требованием перевозки) | Любая длина по требованию заказчика |
| Экологичность | Экологична                                                                       | Экологична                                                                       | Экологична — не выделяет вредных и токсичных веществ                                                                                            |
| Долговечность | По строительным нормам                                                           | По строительным нормам                                                           | Прогнозируемая долговечность не менее 80 лет |
| Замена арматуры по физико-механическим свойствам (кроме величины удлинения под нагрузкой)                                                            | - 5Вр-1 проволока - 6А-III - 8А-III - 10А-III - 12А-III - 14А-III - 16А-III      |                                                                                  | - АСП-4, АБП-4 - АСП-6, АБП-6 - АСП-8, АБП-8 - АСП-8, АБП-8 - АСП-10, АБП-10 - АСП-12, АБП-12                                                   |
| Замена арматуры по величине удлинения под нагрузкой (одинаковое удлинение под одинаковой нагрузкой, в пределах упругой деформации стальной арматуры) | - 6А-III - 8А-III - 10А-III - 12А-III - 14А-III - 16А-III                        |                                                                                  | - АСП-12 - АСП-16 - АСП-20 |